# Medlánecké kopce
Medlánecké kopce jsou přírodní památka nacházející se na území statutárního města Brna v katastrálních územích Medlánky a Královo Pole. Orgánem ochrany přírody je krajský úřad Jihomoravského kraje. Důvodem ochrany je lokalita, která je bohatá na teplomilnou květinu (koniklec velkokvětý) a hmyz spadající do biomu stepí. Na letišti Medlánky poblíž památky se současně vyskytuje i kolonie syslů. Kromě koniklece velkokvětého je pozoruhodný výskyt ostřice úzkolisté (nejsevernější známá lokalita v Česku), černýše rolního či hvozdíku Pontederova.
Jedná se o dva chráněné samostatné kopce v severním pokračování Palackého vrchu: severovýchodně položený menší Medlánecký kopec (nadmořská výška 322 m), ležící na západě katastrálního území Medlánky, a jihozápadně položený větší Střelecký kopec (nadmořská výška 338 m), ležící na severu katastrálního území Královo Pole. Na dvě územně nesouvisející části je rozdělený i areál této přírodní památky. Jako „Medlánecké kopce“ se označují z důvodu, že až do šedesátých let 20. století oba náležely do katastrálního území Medlánky. Na západ od památky se nachází další přírodní památka Netopýrky. Na severu, půl kilometru daleko, je pak přírodní památka Medlánecká skalka.

## Geologie

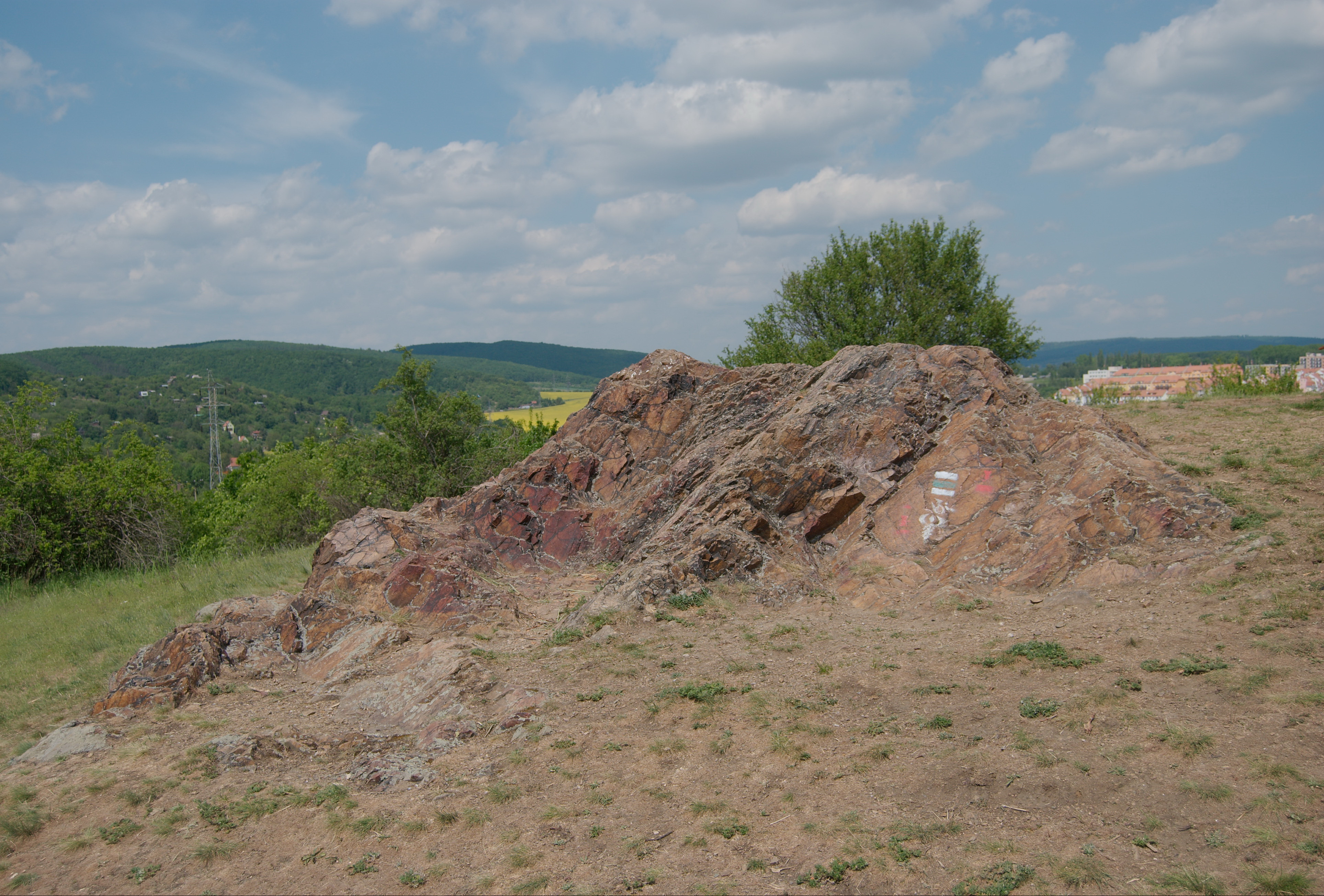
Skála na Medláneckém kopci

Skalní podloží, vystupující často na povrch, je tvořeno metabazity brněnského masivu s vložkami žulových porfyrů. Na závětrných východních svazích se nacházejí spraše. Z půd jsou zastoupeny kambizem typická, kambizem eutrofní, rankery a na spraši typické hnědozemě.

## Flóra
Stromové patro zastupuje dub zimní (Quercus petraea) a třešeň ptačí (Cerasus avium), na jižních svazích i akát (Robinia pseudacacia) a jasan ztepilý (Fraxinus excelsior), keřové patro brslen bradavičnatý (Euonymus verrucosus), brslen evropský (E. europaeus), krušina olšová (Frangula alnus), růže šípková (Rosa canina), růže vinná (R. rubiginosa), řešetlák počistivý (Rhamnus cathartica) a slivoň trnitá (Prunus spinosa). V teplomilných trávnících roste černýš rolní (Melampyrum arvense), čilimník řezenský (Chamaecytisus ratisbonensis), koniklec velkokvětý (Pulsatilla grandis), kozinec dánský (Astragalus danicus), mochna písečná (Potentilla arenaria), ostřice úzkolistá (Carex stenophylla), plamének přímý (Clamatis recta), podražec křovištní (Aristolochia clematitis), pochybek prodloužený (Androsace elongata), radyk prutnatý (Chondrilla juncea), rozrazil rozprostřený (Veronica prostrata), řebříček štětinolistý (Achillea setacea), zvonek klubkatý (Campanula glomerata), zvonek moravský (Campanula moravica). Vzácnější houby zastupuje helmovka malovaná (Mycena pseudopicta) a kyjovečka růžkovitá (Clavulinopsis corniculata).

## Fauna
Kopce jsou nejsevernějším výskytem petrokřídlece podražcového (Zerynthia polyxena). Dalšími zástupci teplomilného hmyzu jsou otakárek fenyklový (Papilio machaon), otakárek ovocný (Iphiclides podalirius), vakonoš šedý (Ptilocephala muscella) a kudlanka nábožná (Mantis religiosa). Plazy zastupuje ještěrka obecná (Lacerta agilis), slepýš křehký (Anguis fragilis) a užovka hladká (Coronella austriaca), ptáky krutihlav obecný (Jynx torquilla), pěnice vlašská (Sylvia nisoria), ťuhýk obecný (Lanius collurio) a žluva hajní (Oriolus oriolus).

## Galerie

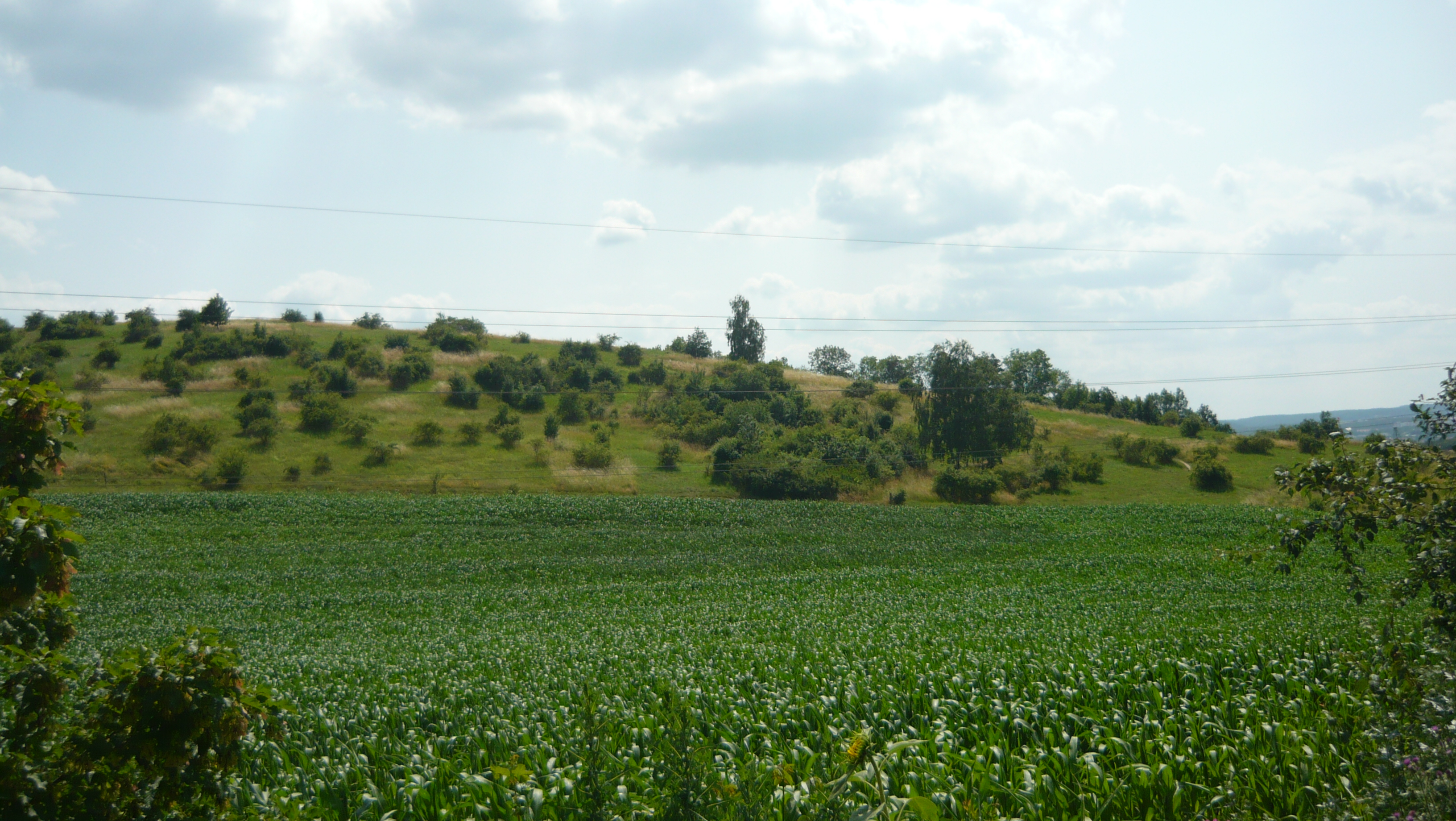
Pohled na střelecký kopec směrem od Medláneckého kopce
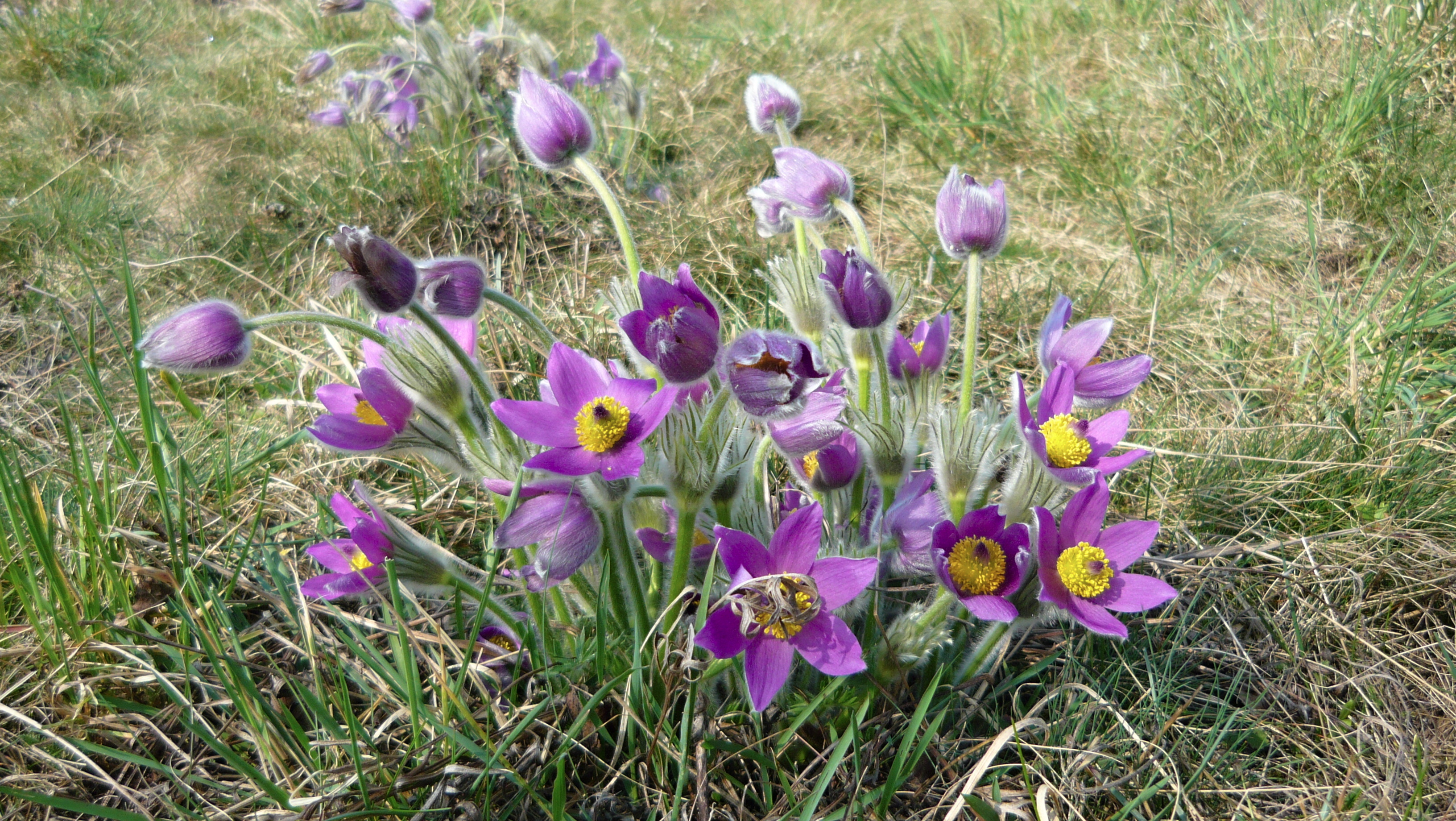
Koniklec velkokvětý - Pulsatilla grandis